# Tshidilamolomo
Tshidilamolomo est une ville du Botswana.